# MBK 파트너스

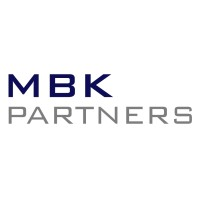

MBK 파트너스(MBK Partners)는 김병주 회장이 2005년 설립한 아시아 최대의 사모펀드이며 한국, 중국, 일본 등 동북아지역에서 바이아웃 투자를 하고있다. 운용자금은 2023년 9월 현재 약 266억달러(34조원)에 이른다.

## 김병주
김병주 회장은 1963년 생으로 경상남도 진해에서 태어나 10세에 미국으로 건너가 명문 사립대 하버포드 칼리지에서 영문학을 전공했으며, 골드만 삭스에 입사한 뒤 하버드 경영대학원을 졸업했다. 살로만스미스바니, 칼라일 그룹 등에서 근무했다. 박태준 전 포스코 명예회장의 넷째 사위이다. 외환위기 때 한국 정부의 외국환평형기금채권 발행 작업에 참여했다. 37세인 1999년 당시 세계 최대 사모펀드 칼라일 그룹에 입사했고 칼라일 그룹의 아시아 회장을 맡아 한미은행 인수해 7천억원의 차익을 내서 업계에서 처음 주목받기 시작했다.
2005년 칼라일 그룹에서 독립해 영문명 ‘마이클 병주 킴’(Michael Byungju Kim)에서 이름을 딴 사모펀드 MBK파트너스를 설립했다.
KKR, TPG, 칼라일 그룹, 블랙스톤 그룹은 세계 4대 사모펀드(PEF)이다.

## 실적
MBK 파트너스는 대한민국의  한미캐피탈(KB금융그룹이 인수, 현 KB캐피탈), HK저축은행 (현 애큐온저축은행), D'LIVE(구 씨앤앰), GS 강남/울산케이블, 두산테크팩(동원그룹이 인수, 현 테크팩솔루션), 영화엔지니어링, 코웨이 (웅진그룹이 회수 이후 웅진그룹의 재매각으로 넷마블 인수), 네파, 오렌지라이프(신한금융그룹이 인수, 구 ING생명), 홈플러스, 두산공작기계, 대성산업가스, MH&Co., 중국의 베이징보웨이공항지원, 루예제약, GSEI, 뉴차이나생명, Apex Logistics, 일본의 야요이, 타사키, 유니버설 스튜디오 재팬, 인보이스, 코메다커피, Accordia Golf, 대만의 차이나네트워크시스템(CNS), 갈라TV, SK온, 메가존클라우드, 인스파이어 리조트 등을 인수 또는 투자했다.
2019년 5월 롯데카드 인수합병에 MBK 파트너스와 우리은행 컨소시엄이 우선협상대상자가 되었다. 우리카드를 보유한 우리은행이 롯데카드를 인수하면 카드 자산규모가 22조 6358억원으로 늘어나 신한카드, 삼성카드에 이어 업계 3위, 시장점유율은 업계 2위(19.8%)로 단숨에 뛰어오를 수 있게 된다. 그러나 우리금융지주는 롯데카드를 인수하지 않았고, 우리카드는 2023년 7월에 롯데카드 인수 대신 자체 카드 매입망을 구축했다. 그런 와중에 롯데카드에서 로카모빌리티 등을 분할 매각했다.
2024년 타사키(TASAKI) 지분 100%를 홍콩계 사모펀드(PEF) 운용사인 파운틴베스트와 일본계 PEF 유니슨 컨소시엄에 매각하였다

## 포트폴리오
한미캐피탈, KT렌탈. 딜라이브, 코웨이, DN솔루션(舊 두산공작기계), 홈플러스, 오렌지라이프, 네파, 테크팩솔루션, 모던하우스, 메디트, 오스템임플란트, 커넥트웨이브

## 참고 사항
- MBK 엔터테인먼트는 별개의 회사이다.